# Triebelina trapezoidalis
Triebelina trapezoidalis is een mosselkreeftjessoort uit de familie van de Bairdiidae. De wetenschappelijke naam van de soort is voor het eerst geldig gepubliceerd in 1990 door Lee.